# On the Wrong Trek
On the Wrong Trek är en amerikansk komedifilm med Charley Chase från 1936 regisserad av Charley Chase och Harold Law.

## Handling
Charley Chase berättar för sina arbetskollegor om en semester han och hans familj gjorde då de skulle åka till Kalifornien. Något som slutade med allt annat än en "semester".

## Om filmen
Filmen är idag mest känd för en sekvens där komikerduon Helan och Halvan gör ett kort cameo som liftare, dock utan repliker.

## Rollista (i urval)
- Charley Chase – Mr. Chase
- Rosina Lawrence – Mrs. Chase
- Stan Laurel – liftare
- Oliver Hardy – liftare
- Sammy Brooks – liftare
- Bud Jamison – gängledare
- Bob Kortman – gängmedlem
- Leo Willis – gängmedlem
- Clarence Wilson – Mr. Wilson
- May Wallace – Mrs. Wilson
- Harry Bernard – luffare
- Joe Bordeaux – luffare
- Jack Hill – luffare
- Bobby Burns – luffare[1]